# Trois Jours de La Panne féminin 2020
La 3e édition des Trois Jours de La Panne féminin (officiellement Lotto Women Classic Brugge-De Panne) a lieu le 20 octobre 2020. C'est la dixième manche de l'UCI World Tour féminin. Initialement prévue au mois de mars puis menacée d'annulation en raison de la pandémie de Covid-19, elle est finalement organisée en octobre. Elle est remportée par la Néerlandaise Lorena Wiebes.

## Équipes
| UCI Women's WorldTeams (6)- Canyon-SRAM Racing - CCC-Liv - FDJ-Nouvelle Aquitaine-Futuroscope - Mitchelton-Scott - Sunweb Women - Trek-Segafredo Équipes féminines continentales (11)- Lotto Soudal Ladies - Boels Dolmans - Ceratizit-WNT Pro Cycling - Cogeas Mettler Look - Parkhotel Valkenburg-Destil - Valcar-Travel & Service - Ciclotel - Doltcini-Van Eyck Sport - Hitec Products - Multum Accountants-LSK - NXTG Racing |
| |

## Parcours
Le parcours démarre de Bruges et termine à La Panne. Il reste dans une zone très proche de la côte et est donc quasiment parfaitement plat. Il se conclut par deux boucles longues autour de La Panne et Coxyde.

## Favorites
La vainqueur sortante Kirsten Wild étant absente à cause d'un contrôle au Covid positif, la favorite est la sprinteuse Jolien D'Hoore qui a remporté Gand-Wevelgem et peut compter sur le soutien de son équipe. Lotte Kopecky troisième du Tour des Flandres et deuxième de Gand-Wevelgem, tout comme Lisa Brennauer troisième des deux courses sont également candidate à la victoire. Lorena Wiebes, deuxième en 2019, fait aussi partie des favorites.

## Récit de la course
La météo est automnale avec de la pluie. Il n'y a pas d'échappée notable en début de course. Sur le circuit urbain, Anouska Koster, Danique Braam, Elisa Longo Borghini et Ellen van Dijk tentent tour à tour leur chance, mais l'équipe Sunweb ne laisse pas partir. Esther van Veen et Vita Heine réussissent à prendre un peu d'avance, mais sont reprises au bout de quelques kilomètres. À trente-et-un kilomètres de l'arrivée, les formations Sunweb et Boels Dolmans mettent à profit le vent de côté pour provoquer des bordures. Le premier groupe a alors environ quarante coureuses. Cependant, le peloton se reforme par la suite. À dix-sept kilomètres du but, le scénario se répète. Seules seize coureuses sont dans le premier groupe. Parmi elles cinq de la formation Sunweb et quatre de Boels Dolmans. Dans les dix derniers kilomètres, Christine Majerus attaque, puis Lonneke Uneken, également Boels Dolmans, puis de nouveau Majerus. Toutes ces attaques sont reprises par la Sunweb. Huit coureuses parviennent à revenir de l'arrière, dont Amy Pieters. Cette dernière attaque à un kilomètre et demi de l'arrivée, obligeant Alison Jackson à chasser. Elisa Longo Borghini lance le sprint. Jolien D'Hoore la passe suivie de près par Lorena Wiebes. La première tasse sur les barrières la seconde et passe la ligne en vainqueur. Le jury la déclasse néanmoins pour ce geste. Lisa Brennauer et Lotte Kopecky complètent le podium.

## Classements

### Classement final
| \| Classement général \| Classement général \| Classement général \| Classement général \| Classement général \| \| Coureuse \| Coureuse \| Pays \| Équipe \| Temps \| \| ------------------ \| -------------------- \| ------------------ \| ---------------------------------- \| ------------------ \| \| 1re \| Lorena Wiebes \| Pays-Bas \| Sunweb \| 3 h 39 min 43 s \| \| 2e \| Lisa Brennauer \| Allemagne \| Ceratizit-WNT Pro Cycling \| + 0 s \| \| 3e \| Lotte Kopecky \| Belgique \| Lotto Soudal Ladies \| + 0 s \| \| 4e \| Sarah Roy \| Australie \| Mitchelton-Scott \| + 0 s \| \| 5e \| Sofia Bertizzolo \| Italie \| CCC-Liv \| + 0 s \| \| 6e \| Alice Barnes \| Royaume-Uni \| Canyon-SRAM Racing \| + 0 s \| \| 7e \| Elisa Longo Borghini \| Italie \| Trek-Segafredo \| + 0 s \| \| 8e \| Ellen van Dijk \| Pays-Bas \| Trek-Segafredo \| + 0 s \| \| 9e \| Alison Jackson \| Canada \| Sunweb \| + 0 s \| \| 10e \| Eugénie Duval \| France \| FDJ-Nouvelle Aquitaine-Futuroscope \| + 0 s \| |                      |             |                                    |                 |
| |                      |             |                                    |                 |
| Sources : ProCyclingStats Cycling Quotient |                      |             |                                    |                 |
| Classement général |                      |             |                                    |                 |
| Coureuse | Coureuse             | Pays        | Équipe                             | Temps           |
| 1re | Lorena Wiebes        | Pays-Bas    | Sunweb                             | 3 h 39 min 43 s |
| 2e | Lisa Brennauer       | Allemagne   | Ceratizit-WNT Pro Cycling          | + 0 s           |
| 3e | Lotte Kopecky        | Belgique    | Lotto Soudal Ladies                | + 0 s           |
| 4e | Sarah Roy            | Australie   | Mitchelton-Scott                   | + 0 s           |
| 5e | Sofia Bertizzolo     | Italie      | CCC-Liv                            | + 0 s           |
| 6e | Alice Barnes         | Royaume-Uni | Canyon-SRAM Racing                 | + 0 s           |
| 7e | Elisa Longo Borghini | Italie      | Trek-Segafredo                     | + 0 s           |
| 8e | Ellen van Dijk       | Pays-Bas    | Trek-Segafredo                     | + 0 s           |
| 9e | Alison Jackson       | Canada      | Sunweb                             | + 0 s           |
| 10e | Eugénie Duval        | France      | FDJ-Nouvelle Aquitaine-Futuroscope | + 0 s           |

### UCI World Tour

#### Points attribués
| Position           | 1er | 2e  | 3e  | 4e  | 5e | 6e | 7e | 8e | 9e | 10e | 11e | 12e | 13e | 14e | 15e | 16e à 30e | 31e à 40e |
| Classement général | 200 | 150 | 125 | 100 | 85 | 70 | 60 | 50 | 40 | 35  | 30  | 25  | 20  | 15  | 10  | 5         | 3         |

| Classement par points | Classement par points | Classement par points | Classement par points              | Classement par points |
| Coureuse              | Coureuse              | Pays                  | Équipe                             | Points                |
| --------------------- | --------------------- | --------------------- | ---------------------------------- | --------------------- |
| 1re                   | Lizzie Deignan        | Royaume-Uni           | Trek-Segafredo                     | 1622 pts              |
| 2e                    | Anna van der Breggen  | Pays-Bas              | Boels Dolmans                      | 1221 pts              |
| 3e                    | Elisa Longo Borghini  | Italie                | Trek-Segafredo                     | 1201 pts              |
| 4e                    | Lotte Kopecky         | Belgique              | Lotto Soudal Ladies                | 1050 pts              |
| 5e                    | Marianne Vos          | Pays-Bas              | CCC-Liv                            | 974 pts               |
| 6e                    | Lisa Brennauer        | Allemagne             | Ceratizit-WNT Pro Cycling          | 921 pts               |
| 7e                    | Demi Vollering        | Pays-Bas              | Parkhotel Valkenburg               | 856 pts               |
| 8e                    | Cecilie Uttrup Ludwig | Danemark              | FDJ-Nouvelle Aquitaine-Futuroscope | 832 pts               |
| 9e                    | Liane Lippert         | Allemagne             | Sunweb                             | 814 pts               |
| 10e                   | Annemiek van Vleuten  | Pays-Bas              | Mitchelton-Scott                   | 761 pts               |

| Classement par points | Classement par points | Classement par points | Classement par points              | Classement par points |
| Coureuse              | Coureuse              | Pays                  | Équipe                             | Points                |
| --------------------- | --------------------- | --------------------- | ---------------------------------- | --------------------- |
| 1re                   | Lizzie Deignan        | Royaume-Uni           | Trek-Segafredo                     | 1622 pts              |
| 2e                    | Anna van der Breggen  | Pays-Bas              | Boels Dolmans                      | 1221 pts              |
| 3e                    | Elisa Longo Borghini  | Italie                | Trek-Segafredo                     | 1201 pts              |
| 4e                    | Lotte Kopecky         | Belgique              | Lotto Soudal Ladies                | 1050 pts              |
| 5e                    | Marianne Vos          | Pays-Bas              | CCC-Liv                            | 974 pts               |
| 6e                    | Lisa Brennauer        | Allemagne             | Ceratizit-WNT Pro Cycling          | 921 pts               |
| 7e                    | Demi Vollering        | Pays-Bas              | Parkhotel Valkenburg               | 856 pts               |
| 8e                    | Cecilie Uttrup Ludwig | Danemark              | FDJ-Nouvelle Aquitaine-Futuroscope | 832 pts               |
| 9e                    | Liane Lippert         | Allemagne             | Sunweb                             | 814 pts               |
| 10e                   | Annemiek van Vleuten  | Pays-Bas              | Mitchelton-Scott                   | 761 pts               |

| Classement du meilleur jeune | Classement du meilleur jeune | Classement du meilleur jeune | Classement du meilleur jeune       | Classement du meilleur jeune |
| Coureuse                     | Coureuse                     | Pays                         | Équipe                             | Points                       |
| ---------------------------- | ---------------------------- | ---------------------------- | ---------------------------------- | ---------------------------- |
| 1re                          | Liane Lippert                | Allemagne                    | Sunweb                             | 28 pts                       |
| 2e                           | Mikayla Harvey               | Nouvelle-Zélande             | Paule Ka                           | 22 pts                       |
| 3e                           | Marta Cavalli                | Italie                       | Valcar-Travel & Service            | 14 pts                       |
| 4e                           | Lorena Wiebes                | Pays-Bas                     | Sunweb                             | 10 pts                       |
| 5e                           | Juliette Labous              | France                       | Sunweb                             | 8 pts                        |
| 6e                           | Elisa Balsamo                | Italie                       | Valcar-Travel & Service            | 6 pts                        |
| 7e                           | Chiara Consonni              | Italie                       | Valcar-Travel & Service            | 6 pts                        |
| 8e                           | Vittoria Guazzini            | Italie                       | Valcar-Travel & Service            | 6 pts                        |
| 9e                           | Évita Muzic                  | France                       | FDJ-Nouvelle Aquitaine-Futuroscope | 4 pts                        |
| 10e                          | Ella Harris                  | Nouvelle-Zélande             | Canyon-SRAM Racing                 | 4 pts                        |

| Classement du meilleur jeune | Classement du meilleur jeune | Classement du meilleur jeune | Classement du meilleur jeune       | Classement du meilleur jeune |
| Coureuse                     | Coureuse                     | Pays                         | Équipe                             | Points                       |
| ---------------------------- | ---------------------------- | ---------------------------- | ---------------------------------- | ---------------------------- |
| 1re                          | Liane Lippert                | Allemagne                    | Sunweb                             | 28 pts                       |
| 2e                           | Mikayla Harvey               | Nouvelle-Zélande             | Paule Ka                           | 22 pts                       |
| 3e                           | Marta Cavalli                | Italie                       | Valcar-Travel & Service            | 14 pts                       |
| 4e                           | Lorena Wiebes                | Pays-Bas                     | Sunweb                             | 10 pts                       |
| 5e                           | Juliette Labous              | France                       | Sunweb                             | 8 pts                        |
| 6e                           | Elisa Balsamo                | Italie                       | Valcar-Travel & Service            | 6 pts                        |
| 7e                           | Chiara Consonni              | Italie                       | Valcar-Travel & Service            | 6 pts                        |
| 8e                           | Vittoria Guazzini            | Italie                       | Valcar-Travel & Service            | 6 pts                        |
| 9e                           | Évita Muzic                  | France                       | FDJ-Nouvelle Aquitaine-Futuroscope | 4 pts                        |
| 10e                          | Ella Harris                  | Nouvelle-Zélande             | Canyon-SRAM Racing                 | 4 pts                        |

| Classement par équipes aux points | Classement par équipes aux points  | Classement par équipes aux points | Classement par équipes aux points |
| Équipe                            | Équipe                             | Pays                              | Points                            |
| --------------------------------- | ---------------------------------- | --------------------------------- | --------------------------------- |
| 1re                               | Trek-Segafredo                     | États-Unis                        | 3740 pts                          |
| 2e                                | Boels Dolmans                      | Pays-Bas                          | 3177 pts                          |
| 3e                                | Sunweb Women                       | Pays-Bas                          | 2262 pts                          |
| 4e                                | Mitchelton-Scott                   | Australie                         | 2208 pts                          |
| 5e                                | CCC-Liv                            | Pologne                           | 2137 pts                          |
| 6e                                | Canyon-SRAM Racing                 | Allemagne                         | 1766 pts                          |
| 7e                                | Paule Ka                           | Suisse                            | 1656 pts                          |
| 8e                                | FDJ-Nouvelle Aquitaine-Futuroscope | France                            | 1558 pts                          |
| 9e                                | Ceratizit-WNT Pro Cycling          | Allemagne                         | 1371 pts                          |
| 10e                               | Lotto Soudal Ladies                | Belgique                          | 1326 pts                          |

| Classement par équipes aux points | Classement par équipes aux points  | Classement par équipes aux points | Classement par équipes aux points |
| Équipe                            | Équipe                             | Pays                              | Points                            |
| --------------------------------- | ---------------------------------- | --------------------------------- | --------------------------------- |
| 1re                               | Trek-Segafredo                     | États-Unis                        | 3740 pts                          |
| 2e                                | Boels Dolmans                      | Pays-Bas                          | 3177 pts                          |
| 3e                                | Sunweb Women                       | Pays-Bas                          | 2262 pts                          |
| 4e                                | Mitchelton-Scott                   | Australie                         | 2208 pts                          |
| 5e                                | CCC-Liv                            | Pologne                           | 2137 pts                          |
| 6e                                | Canyon-SRAM Racing                 | Allemagne                         | 1766 pts                          |
| 7e                                | Paule Ka                           | Suisse                            | 1656 pts                          |
| 8e                                | FDJ-Nouvelle Aquitaine-Futuroscope | France                            | 1558 pts                          |
| 9e                                | Ceratizit-WNT Pro Cycling          | Allemagne                         | 1371 pts                          |
| 10e                               | Lotto Soudal Ladies                | Belgique                          | 1326 pts                          |

## Liste des participantes
| Légende | Légende                                                                    | Légende | Légende                                                    |
| ------- | -------------------------------------------------------------------------- | ------- | ---------------------------------------------------------- |
| Num     | Dossard de départ porté par le coureur sur ces Trois Jours de la Panne     | Pos     | Position à l'arrivée de la course                          |
|         | Indique un maillot de champion national ou mondial, suivi de sa spécialité | NP      | Indique un coureur qui n'a pas pris le départ de la course |
| AB      | Indique un coureur qui n'a pas terminé la course                           | HD      | Indique un coureur qui a terminé la course hors des délais |

| Lotto Soudal Ladies LSL | Lotto Soudal Ladies LSL     | Lotto Soudal Ladies LSL |
| ----------------------- | --------------------------- | ----------------------- |
| Num                     | Coureuse                    | Pos                     |
| 1                       | Lotte Kopecky (BEL) (route) | 3e                      |
| 2                       | Jesse Vandenbulcke (BEL)    | 35e                     |
| 3                       | Alana Castrique (BEL)       | AB                      |
| 4                       | Arianna Fidanza (ITA)       | 26e                     |
| 5                       | Abby-Mae Parkinson (GBR)    | 30e                     |
| 6                       | Danique Braam (NED)         | 32e                     |

| Boels Dolmans DLT | Boels Dolmans DLT                 | Boels Dolmans DLT |
| ----------------- | --------------------------------- | ----------------- |
| Num               | Coureuse                          | Pos               |
| 11                | Jolien D'Hoore (BEL)              | 17e               |
| 12                | Chantal van den Broek-Blaak (NED) | 24e               |
| 13                | Amalie Dideriksen (DEN)           | 28e               |
| 14                | Christine Majerus (LUX) (route)   | 16e               |
| 15                | Amy Pieters (NED)                 | 14e               |
| 16                | Lonneke Uneken (NED)              | 12e               |

| Canyon-SRAM Racing CSR | Canyon-SRAM Racing CSR     | Canyon-SRAM Racing CSR |
| ---------------------- | -------------------------- | ---------------------- |
| Num                    | Coureuse                   | Pos                    |
| 21                     | Alice Barnes (GBR) (route) | 6e                     |
| 22                     | Hannah Barnes (GBR)        | 62e                    |
| 23                     | Tiffany Cromwell (AUS)     | 33e                    |
| 24                     | Hannah Ludwig (GER)        | 52e                    |
| 25                     | Jess Pratt (AUS)           | 48e                    |
| 26                     | Alexis Magner (USA)        | AB                     |

| CCC-Liv CCC | CCC-Liv CCC            | CCC-Liv CCC |
| ----------- | ---------------------- | ----------- |
| Num         | Coureuse               | Pos         |
| 31          | Valerie Demey (BEL)    | 59e         |
| 32          | Sofia Bertizzolo (ITA) | 5e          |
| 33          | Evy Kuijpers (NED)     | 58e         |
| 34          | Riejanne Markus (NED)  | 18e         |
| 35          | Soraya Paladin (ITA)   | 38e         |
| 36          | Jeanne Korevaar (NED)  | 19e         |

| FDJ-Nouvelle Aquitaine-Futuroscope FDJ | FDJ-Nouvelle Aquitaine-Futuroscope FDJ | FDJ-Nouvelle Aquitaine-Futuroscope FDJ |
| -------------------------------------- | -------------------------------------- | -------------------------------------- |
| Num                                    | Coureuse                               | Pos                                    |
| 41                                     | Stine Borgli (NOR)                     | 39e                                    |
| 42                                     | Clara Copponi (FRA)                    | 13e                                    |
| 43                                     | Eugénie Duval (FRA)                    | 10e                                    |
| 44                                     | Emilia Fahlin (SWE)                    | 54e                                    |
| 45                                     | Maëlle Grossetête (FRA)                | 44e                                    |
| 46                                     | Lauren Kitchen (AUS)                   | AB                                     |

| Mitchelton-Scott MTS | Mitchelton-Scott MTS  | Mitchelton-Scott MTS |
| -------------------- | --------------------- | -------------------- |
| Num                  | Coureuse              | Pos                  |
| 51                   | Jessica Allen (AUS)   | 66e                  |
| 52                   | Grace Brown (AUS)     | 57e                  |
| 53                   | Gracie Elvin (AUS)    | 63e                  |
| 54                   | Jessica Roberts (GBR) | AB                   |
| 55                   | Sarah Roy (AUS)       | 4e                   |
| 56                   | Janneke Ensing (NED)  | 64e                  |

| Sunweb SUN | Sunweb SUN             | Sunweb SUN |
| ---------- | ---------------------- | ---------- |
| Num        | Coureuse               | Pos        |
| 61         | Susanne Andersen (NOR) | 22e        |
| 62         | Pfeiffer Georgi (GBR)  | AB         |
| 63         | Alison Jackson (CAN)   | 9e         |
| 64         | Franziska Koch (GER)   | 21e        |
| 65         | Julia Soek (NED)       | 23e        |
| 66         | Lorena Wiebes (NED)    | 1re        |

| Trek-Segafredo TFS | Trek-Segafredo TFS                | Trek-Segafredo TFS |
| ------------------ | --------------------------------- | ------------------ |
| Num                | Coureuse                          | Pos                |
| 71                 | Audrey Cordon-Ragot (FRA) (route) | AB                 |
| 72                 | Lauretta Hanson (AUS)             | 43e                |
| 73                 | Anna Plichta (POL)                | AB                 |
| 74                 | Ellen van Dijk (NED)              | 8e                 |
| 75                 | Elisa Longo Borghini (ITA)        | 7e                 |
| 76                 | Trixi Worrack (GER)               | 69e                |

| Ceratizit-WNT Pro Cycling WNT | Ceratizit-WNT Pro Cycling WNT   | Ceratizit-WNT Pro Cycling WNT |
| ----------------------------- | ------------------------------- | ----------------------------- |
| Num                           | Coureuse                        | Pos                           |
| 81                            | Lisa Brennauer (GER) (route)    | 2e                            |
| 82                            | Franziska Brauße (GER)          | AB                            |
| 83                            | Sarah Rijkes (AUT)              | AB                            |
| 84                            | Maria Giulia Confalonieri (ITA) | 49e                           |
| 85                            | Julie Norman Leth (DEN)         | 47e                           |
| 86                            | Lea Lin Teutenberg (GER)        | 55e                           |

| Cogeas-Mettler-Look Pro Cycling Team CGS | Cogeas-Mettler-Look Pro Cycling Team CGS | Cogeas-Mettler-Look Pro Cycling Team CGS |
| ---------------------------------------- | ---------------------------------------- | ---------------------------------------- |
| Num                                      | Coureuse                                 | Pos                                      |
| 92                                       | Iuliia Galimullina (RUS)                 | AB                                       |
| 93                                       | Aigul Gareeva (RUS)                      | 37e                                      |
| 94                                       | Diana Klimova (RUS) (route)              | 29e                                      |
| 96                                       | Noemi Rüegg (SUI)                        | AB                                       |

| Parkhotel Valkenburg PHV | Parkhotel Valkenburg PHV | Parkhotel Valkenburg PHV |
| ------------------------ | ------------------------ | ------------------------ |
| Num                      | Coureuse                 | Pos                      |
| 101                      | Romy Kasper (GER)        | 11e                      |
| 102                      | Femke Markus (NED)       | 34e                      |
| 103                      | Marit Raaijmakers (NED)  | 51e                      |
| 104                      | Karlijn Swinkels (NED)   | 50e                      |
| 105                      | Anouska Koster (NED)     | 42e                      |
| 106                      | Esther van Veen (NED)    | 61e                      |

| Valcar-Travel & Service VAL | Valcar-Travel & Service VAL | Valcar-Travel & Service VAL |
| --------------------------- | --------------------------- | --------------------------- |
| Num                         | Coureuse                    | Pos                         |
| 111                         | Elisa Balsamo (ITA)         | 15e                         |
| 112                         | Chiara Consonni (ITA)       | 36e                         |
| 113                         | Vittoria Guazzini (ITA)     | 20e                         |
| 114                         | Silvia Persico (ITA)        | 56e                         |
| 115                         | Margaux Vigié (FRA)         | AB                          |
| 116                         | Ilaria Sanguineti (ITA)     | AB                          |

| Ciclotel CTL | Ciclotel CTL               | Ciclotel CTL |
| ------------ | -------------------------- | ------------ |
| Num          | Coureuse                   | Pos          |
| 121          | Imogen Cotter (IRL)        | AB           |
| 122          | Valeriya Kononenko (UKR)   | 46e          |
| 123          | Olha Kulynych (UKR)        | AB           |
| 124          | Alice Sharpe (IRL) (route) | AB           |
| 125          | Sara Van de Vel (BEL)      | 65e          |
| 126          | Kirstie van Haaften (NED)  | AB           |

| Doltcini-Van Eyck-Proximus DVE | Doltcini-Van Eyck-Proximus DVE      | Doltcini-Van Eyck-Proximus DVE |
| ------------------------------ | ----------------------------------- | ------------------------------ |
| Num                            | Coureuse                            | Pos                            |
| 131                            | Minke Bakker (NED)                  | 41e                            |
| 132                            | Victoire Berteau (FRA)              | 45e                            |
| 133                            | Marieke de Groot (NED)              | 53e                            |
| 134                            | Nicole Steigenga (NED)              | AB                             |
| 135                            | Christina Schweinberger (AUT)       | AB                             |
| 136                            | Kathrin Schweinberger (AUT) (route) | 25e                            |

| Hitec Products-Birk Sport HPU | Hitec Products-Birk Sport HPU  | Hitec Products-Birk Sport HPU |
| ----------------------------- | ------------------------------ | ----------------------------- |
| Num                           | Coureuse                       | Pos                           |
| 141                           | Pernille Larsen Feldmann (NOR) | AB                            |
| 142                           | Vita Heine (NOR)               | 60e                           |
| 143                           | Mieke Kröger (GER)             | AB                            |
| 144                           | Silje Mathisen (NOR)           | AB                            |
| 145                           | Greta Richioud (FRA)           | AB                            |
| 146                           | Lucy van der Haar (GBR)        | AB                            |

| Multum Accountants MUL | Multum Accountants MUL  | Multum Accountants MUL |
| ---------------------- | ----------------------- | ---------------------- |
| Num                    | Coureuse                | Pos                    |
| 151                    | Anna Badegruber (AUT)   | AB                     |
| 152                    | Lara Defour (BEL)       | AB                     |
| 154                    | Hanna Johansson (SWE)   | AB                     |
| 155                    | Céline van Houtum (NED) | 31e                    |
| 156                    | Kylie Waterreus (NED)   | 40e                    |

| NXTG Racing NXG | NXTG Racing NXG           | NXTG Racing NXG |
| --------------- | ------------------------- | --------------- |
| Num             | Coureuse                  | Pos             |
| 161             | Julia Borgström (SWE)     | 67e             |
| 162             | Emily Wadsworth (GBR)     | AB              |
| 163             | Mylène de Zoete (NED)     | 68e             |
| 164             | Cathalijne Hoolwerf (NED) | AB              |
| 165             | Charlotte Kool (NED)      | 27e             |

| Lotto Soudal Ladies LSL | Lotto Soudal Ladies LSL     | Lotto Soudal Ladies LSL |
| ----------------------- | --------------------------- | ----------------------- |
| Num                     | Coureuse                    | Pos                     |
| 1                       | Lotte Kopecky (BEL) (route) | 3e                      |
| 2                       | Jesse Vandenbulcke (BEL)    | 35e                     |
| 3                       | Alana Castrique (BEL)       | AB                      |
| 4                       | Arianna Fidanza (ITA)       | 26e                     |
| 5                       | Abby-Mae Parkinson (GBR)    | 30e                     |
| 6                       | Danique Braam (NED)         | 32e                     |

| Boels Dolmans DLT | Boels Dolmans DLT                 | Boels Dolmans DLT |
| ----------------- | --------------------------------- | ----------------- |
| Num               | Coureuse                          | Pos               |
| 11                | Jolien D'Hoore (BEL)              | 17e               |
| 12                | Chantal van den Broek-Blaak (NED) | 24e               |
| 13                | Amalie Dideriksen (DEN)           | 28e               |
| 14                | Christine Majerus (LUX) (route)   | 16e               |
| 15                | Amy Pieters (NED)                 | 14e               |
| 16                | Lonneke Uneken (NED)              | 12e               |

| Canyon-SRAM Racing CSR | Canyon-SRAM Racing CSR     | Canyon-SRAM Racing CSR |
| ---------------------- | -------------------------- | ---------------------- |
| Num                    | Coureuse                   | Pos                    |
| 21                     | Alice Barnes (GBR) (route) | 6e                     |
| 22                     | Hannah Barnes (GBR)        | 62e                    |
| 23                     | Tiffany Cromwell (AUS)     | 33e                    |
| 24                     | Hannah Ludwig (GER)        | 52e                    |
| 25                     | Jess Pratt (AUS)           | 48e                    |
| 26                     | Alexis Magner (USA)        | AB                     |

| CCC-Liv CCC | CCC-Liv CCC            | CCC-Liv CCC |
| ----------- | ---------------------- | ----------- |
| Num         | Coureuse               | Pos         |
| 31          | Valerie Demey (BEL)    | 59e         |
| 32          | Sofia Bertizzolo (ITA) | 5e          |
| 33          | Evy Kuijpers (NED)     | 58e         |
| 34          | Riejanne Markus (NED)  | 18e         |
| 35          | Soraya Paladin (ITA)   | 38e         |
| 36          | Jeanne Korevaar (NED)  | 19e         |

| FDJ-Nouvelle Aquitaine-Futuroscope FDJ | FDJ-Nouvelle Aquitaine-Futuroscope FDJ | FDJ-Nouvelle Aquitaine-Futuroscope FDJ |
| -------------------------------------- | -------------------------------------- | -------------------------------------- |
| Num                                    | Coureuse                               | Pos                                    |
| 41                                     | Stine Borgli (NOR)                     | 39e                                    |
| 42                                     | Clara Copponi (FRA)                    | 13e                                    |
| 43                                     | Eugénie Duval (FRA)                    | 10e                                    |
| 44                                     | Emilia Fahlin (SWE)                    | 54e                                    |
| 45                                     | Maëlle Grossetête (FRA)                | 44e                                    |
| 46                                     | Lauren Kitchen (AUS)                   | AB                                     |

| Mitchelton-Scott MTS | Mitchelton-Scott MTS  | Mitchelton-Scott MTS |
| -------------------- | --------------------- | -------------------- |
| Num                  | Coureuse              | Pos                  |
| 51                   | Jessica Allen (AUS)   | 66e                  |
| 52                   | Grace Brown (AUS)     | 57e                  |
| 53                   | Gracie Elvin (AUS)    | 63e                  |
| 54                   | Jessica Roberts (GBR) | AB                   |
| 55                   | Sarah Roy (AUS)       | 4e                   |
| 56                   | Janneke Ensing (NED)  | 64e                  |

| Sunweb SUN | Sunweb SUN             | Sunweb SUN |
| ---------- | ---------------------- | ---------- |
| Num        | Coureuse               | Pos        |
| 61         | Susanne Andersen (NOR) | 22e        |
| 62         | Pfeiffer Georgi (GBR)  | AB         |
| 63         | Alison Jackson (CAN)   | 9e         |
| 64         | Franziska Koch (GER)   | 21e        |
| 65         | Julia Soek (NED)       | 23e        |
| 66         | Lorena Wiebes (NED)    | 1re        |

| Trek-Segafredo TFS | Trek-Segafredo TFS                | Trek-Segafredo TFS |
| ------------------ | --------------------------------- | ------------------ |
| Num                | Coureuse                          | Pos                |
| 71                 | Audrey Cordon-Ragot (FRA) (route) | AB                 |
| 72                 | Lauretta Hanson (AUS)             | 43e                |
| 73                 | Anna Plichta (POL)                | AB                 |
| 74                 | Ellen van Dijk (NED)              | 8e                 |
| 75                 | Elisa Longo Borghini (ITA)        | 7e                 |
| 76                 | Trixi Worrack (GER)               | 69e                |

| Ceratizit-WNT Pro Cycling WNT | Ceratizit-WNT Pro Cycling WNT   | Ceratizit-WNT Pro Cycling WNT |
| ----------------------------- | ------------------------------- | ----------------------------- |
| Num                           | Coureuse                        | Pos                           |
| 81                            | Lisa Brennauer (GER) (route)    | 2e                            |
| 82                            | Franziska Brauße (GER)          | AB                            |
| 83                            | Sarah Rijkes (AUT)              | AB                            |
| 84                            | Maria Giulia Confalonieri (ITA) | 49e                           |
| 85                            | Julie Norman Leth (DEN)         | 47e                           |
| 86                            | Lea Lin Teutenberg (GER)        | 55e                           |

| Cogeas-Mettler-Look Pro Cycling Team CGS | Cogeas-Mettler-Look Pro Cycling Team CGS | Cogeas-Mettler-Look Pro Cycling Team CGS |
| ---------------------------------------- | ---------------------------------------- | ---------------------------------------- |
| Num                                      | Coureuse                                 | Pos                                      |
| 92                                       | Iuliia Galimullina (RUS)                 | AB                                       |
| 93                                       | Aigul Gareeva (RUS)                      | 37e                                      |
| 94                                       | Diana Klimova (RUS) (route)              | 29e                                      |
| 96                                       | Noemi Rüegg (SUI)                        | AB                                       |

| Parkhotel Valkenburg PHV | Parkhotel Valkenburg PHV | Parkhotel Valkenburg PHV |
| ------------------------ | ------------------------ | ------------------------ |
| Num                      | Coureuse                 | Pos                      |
| 101                      | Romy Kasper (GER)        | 11e                      |
| 102                      | Femke Markus (NED)       | 34e                      |
| 103                      | Marit Raaijmakers (NED)  | 51e                      |
| 104                      | Karlijn Swinkels (NED)   | 50e                      |
| 105                      | Anouska Koster (NED)     | 42e                      |
| 106                      | Esther van Veen (NED)    | 61e                      |

| Valcar-Travel & Service VAL | Valcar-Travel & Service VAL | Valcar-Travel & Service VAL |
| --------------------------- | --------------------------- | --------------------------- |
| Num                         | Coureuse                    | Pos                         |
| 111                         | Elisa Balsamo (ITA)         | 15e                         |
| 112                         | Chiara Consonni (ITA)       | 36e                         |
| 113                         | Vittoria Guazzini (ITA)     | 20e                         |
| 114                         | Silvia Persico (ITA)        | 56e                         |
| 115                         | Margaux Vigié (FRA)         | AB                          |
| 116                         | Ilaria Sanguineti (ITA)     | AB                          |

| Ciclotel CTL | Ciclotel CTL               | Ciclotel CTL |
| ------------ | -------------------------- | ------------ |
| Num          | Coureuse                   | Pos          |
| 121          | Imogen Cotter (IRL)        | AB           |
| 122          | Valeriya Kononenko (UKR)   | 46e          |
| 123          | Olha Kulynych (UKR)        | AB           |
| 124          | Alice Sharpe (IRL) (route) | AB           |
| 125          | Sara Van de Vel (BEL)      | 65e          |
| 126          | Kirstie van Haaften (NED)  | AB           |

| Doltcini-Van Eyck-Proximus DVE | Doltcini-Van Eyck-Proximus DVE      | Doltcini-Van Eyck-Proximus DVE |
| ------------------------------ | ----------------------------------- | ------------------------------ |
| Num                            | Coureuse                            | Pos                            |
| 131                            | Minke Bakker (NED)                  | 41e                            |
| 132                            | Victoire Berteau (FRA)              | 45e                            |
| 133                            | Marieke de Groot (NED)              | 53e                            |
| 134                            | Nicole Steigenga (NED)              | AB                             |
| 135                            | Christina Schweinberger (AUT)       | AB                             |
| 136                            | Kathrin Schweinberger (AUT) (route) | 25e                            |

| Hitec Products-Birk Sport HPU | Hitec Products-Birk Sport HPU  | Hitec Products-Birk Sport HPU |
| ----------------------------- | ------------------------------ | ----------------------------- |
| Num                           | Coureuse                       | Pos                           |
| 141                           | Pernille Larsen Feldmann (NOR) | AB                            |
| 142                           | Vita Heine (NOR)               | 60e                           |
| 143                           | Mieke Kröger (GER)             | AB                            |
| 144                           | Silje Mathisen (NOR)           | AB                            |
| 145                           | Greta Richioud (FRA)           | AB                            |
| 146                           | Lucy van der Haar (GBR)        | AB                            |

| Multum Accountants MUL | Multum Accountants MUL  | Multum Accountants MUL |
| ---------------------- | ----------------------- | ---------------------- |
| Num                    | Coureuse                | Pos                    |
| 151                    | Anna Badegruber (AUT)   | AB                     |
| 152                    | Lara Defour (BEL)       | AB                     |
| 154                    | Hanna Johansson (SWE)   | AB                     |
| 155                    | Céline van Houtum (NED) | 31e                    |
| 156                    | Kylie Waterreus (NED)   | 40e                    |

| NXTG Racing NXG | NXTG Racing NXG           | NXTG Racing NXG |
| --------------- | ------------------------- | --------------- |
| Num             | Coureuse                  | Pos             |
| 161             | Julia Borgström (SWE)     | 67e             |
| 162             | Emily Wadsworth (GBR)     | AB              |
| 163             | Mylène de Zoete (NED)     | 68e             |
| 164             | Cathalijne Hoolwerf (NED) | AB              |
| 165             | Charlotte Kool (NED)      | 27e             |

## Organisation
La course est organisée par le Koninklijke Veloclub Panne Sportief dirigé par Bruno Dequeecker.